# Michel Martin-Roland
Pour les articles homonymes, voir Michel Martin, Martin et Roland (homonymie).
Michel Martin-Roland, né le 14 janvier 1953 à Saint-Germain-en-Laye (Yvelines) est un journaliste et un romancier français, cofondateur en 2000 de la maison d'édition L'Écailler.

## Biographie

### Jeunesse et études
Diplômé de l'Institut d'études politiques de Paris, il est également titulaire d'une maîtrise en droit public de l'université d'Assas et d'un diplôme d'études supérieures en Information et communication de l'université de la Sorbonne.

### Parcours professionnel
Journaliste accrédité de l'Agence France-Presse au palais de l'Élysée de 1985 à 1990, il est coauteur avec Pierre Favier de La décennie Mitterrand, étude en quatre tomes sur la présidence de François Mitterrand, prix du livre politique 1992. 
Il a été également directeur régional de l'AFP à Marseille, correspondant au Royaume-Uni, en Irlande, au Pakistan et en Afghanistan.
Il a été maître de conférences à l’Institut d'études politiques d'Aix-en-Provence. 
Titulaire du diplôme universitaire d'animateur d'atelier d'écriture de l'université d'Aix-Marseille, il est animateur d'ateliers d'écriture et formateur en communication écrite.
Chevalier des Arts et des Lettres, chevalier de l'ordre national du Mérite, Michel Martin-Roland est également scénariste pour le cinéma et la télévision.

## Publications
- La Décennie Mitterrand, 4 tomes (avec Pierre Favier), Le Seuil, 1990-1999
- « Il faut laisser le temps au temps » : les mots de François Mitterrand, éditions Hors Collection, 1995
- Une femme au cœur de l'État, entretiens avec Élisabeth Guigou, menés avec Pierre Favier, Fayard, 2000
- Marie de Marseille, sous le pseudonyme de Pierre Jérôme, L'Écailler, 2001
- La Conjuration Nobel, Albin Michel, 1993 (rééd. 2002)
- L’Esprit Gymnase, bicentenaire du théâtre 1804-2004, en collaboration avec Pierre Échinard, éditions Jeanne Laffitte, 2004
- God save Marseille, roman (sous le pseudonyme de Pierre Jérôme), L'Écailler, 2005
- De Gaulle in love , roman, éditions Barley (broché), 2010
- Je m'avance masqué, entretiens avec Michel Tournier, L'Archipel-Écritures, 2011 (rééd. Folio Gallimard, 2013)
- Paris : cent crimes oubliés, document, avec Olivier Richou, L'Écailler, 2011
- Ordures connection, roman, sous le pseudonyme de P.J. Martin, éditions L'Écailler, 2012
- Elina Feriel, Au bout de la violence, document, éditions Jean-Claude Gawsewitch, 2013 (collaboration)
- Le Baron : itinéraire d'un voyou gâté, document, avec Bernard André, éditions L'Opportun, 2015
- Le tourbillon de ma vie : entretiens avec Serge Rezvani, L'Archipel-Ecritures 2015
- Un anthropologue nommé Chirac, pour Alain Nicolas, L'Archipel 2017
- Petit peintre chéri, roman, éditions Sillages, 2019